# Philippe Nicolas Marie de Pâris
Pour les articles homonymes, voir Paris (homonymie).
Philippe Nicolas Marie de Pâris, né le 12 novembre 1763 à Paris et mort le 29 janvier 1793 à Forges-les-Eaux, est un royaliste français qui assassina le député Louis-Michel Lepeletier de Saint-Fargeau.

## Biographie
Louis-Philippe Nicolas Marie de Pâris naît rue du Hazard à Paris le 12 novembre 1763 et il est baptisé le 13 novembre 1763 en l'église Saint-Roch de Paris.

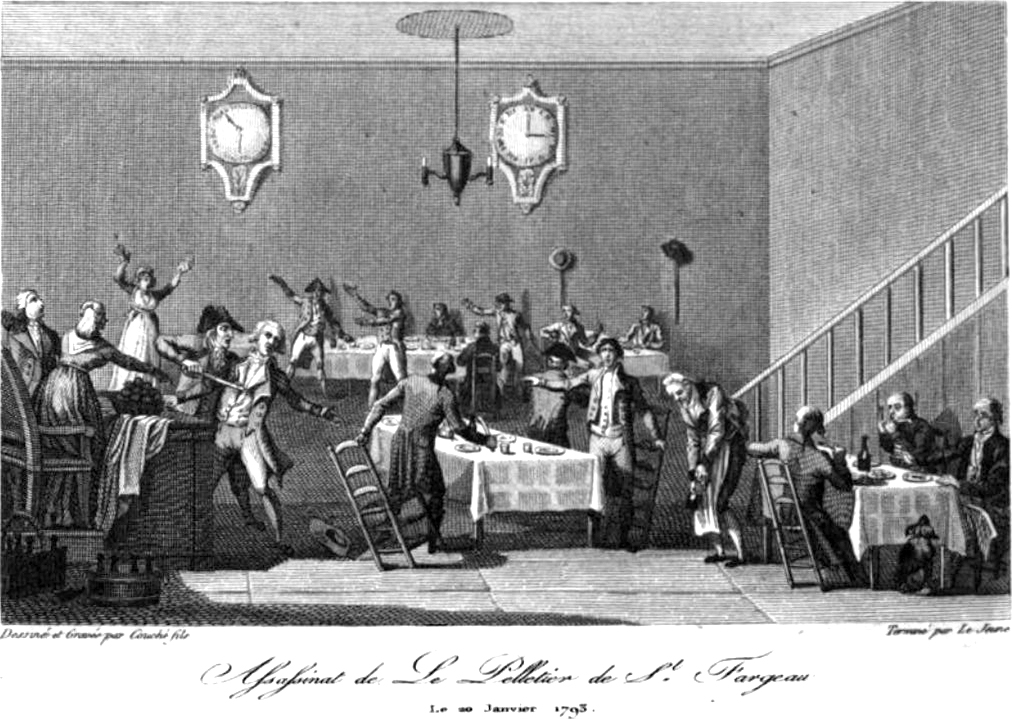
L'assassinat de Lepeletier de Saint-Fargeau.

Pâris est l'un des « chevaliers du poignard » faisant partie de la garde constitutionnelle du Roi, compagnie de Coriolis, sans emploi après la dissolution de celle-ci. Ardent royaliste, Philippe Nicolas Marie de Pâris décide d'assassiner un des députés de la Convention qui vient de voter pour la mort de Louis XVI lors de son procès. Ne pouvant approcher Philippe d'Orléans, il tue d'un coup de sabre Louis-Michel Lepeletier de Saint-Fargeau dans un restaurant du Palais-Royal appartenant à un certain Février, le 20 janvier 1793. Se présentant devant Lepeletier, Pâris lui dit, selon les témoignages : « C'est toi, scélérat de Lepeletier, qui as voté la mort du roi ? », ce à quoi il aurait répondu : « J'ai voté selon ma conscience ; et que t'importe ? » ; Pâris lui enfonce alors son épée dans le côté en lançant : « Tiens, voilà pour ta récompense ».
Il se cache quelques jours au Palais-Royal chez sa maîtresse, une parfumeuse. Quittant Paris à partir du 26 janvier, il essaye de fuir vers l'Angleterre mais, rendu suspect par son attitude à un marchand de peaux de lapins qui avait été choqué de l'entendre injurier la Révolution, il se tire un coup de pistolet dans la tête dans la chambre d'une auberge à Forges-les-Eaux où il meurt sur le coup le 29 janvier 1793, huit jours après le roi Louis XVI dont la mort lui avait été tant insupportable. On retrouve sur lui son extrait d'acte de baptême délivré par la paroisse Saint-Roch de Paris et son congé de licenciement de la garde du roi en date du 1er juin 1792. Au dos de ce congé de licenciement est écrit :
« Mon brevet d'honneur
Qu'on n'inquiète personne ; personne n'a été mon complice dans la mort heureuse du scélérat Saint-Fargeau. Si je ne l'eusse pas rencontré sous ma main, je faisais une plus belle action ; je purgeais la France du régicide, du patricide, du parricide d'Orléans. Qu'on n'inquiète personne. Tous les Français sont des lâches auxquels je dis :
Peuple dont les forfaits jettent partout l'effroi
Avec calme et plaisir j'abandonne la vie
Ce n'est que par la mort qu'on peut fuir l'infamie
Qu'imprima sur nos fronts le sang de notre roi.
Signé de Pâris l'aîné, garde du Roi assassiné par les Français. »
Le marchand de peaux de lapins Aguttes touche, lui, une prime de 1 200 livres par la Convention en récompense de sa dénonciation.

## Sources
- Jean Tulard, Jean-François Fayard et Alfred Fierro, Histoire et dictionnaire de la Révolution française. 1789–1799, Paris, éd. Robert Laffont, coll. « Bouquins », 1987, 1998 [détail des éditions] (ISBN 978-2-221-08850-0).
- Récit du voyage de Pâris en ligne, p. 290 & 310